# リプリーズ90-99〜ベスト・オブ・ヴァンゲリス
『リプリーズ90-99〜ベスト・オブ・ヴァンゲリス』（Reprise 1990-1999）は、ヴァンゲリスのベスト・アルバム。

## 収録曲
1. ボン・ヴォヤージュ - Bon Voyage (2:16)
2. ドリームス・オブ・サーフ - Dreams Of Surf (2:40)
3. オープニング - Opening (0:57)
4. 新大陸発見/コロンブスのテーマ - Conquest Of Paradise (4:56)
5. 修道院にて - Monastery Of La Rabida (3:47)
6. カム・トゥ・ミー - Come To Me (4:23)
7. 光と影 - Light And Shadow (3:49)
8. フィールズ・オブ・コラル - Fields Of Coral (3:40)
9. ムーヴメント5 - Movement 5 (4:26)
10. ムーヴメント6 - Movement 6 (7:54)
11. 西への航路 - West Across The Ocean Sea (2:52)
12. ビター・ムーン（『赤い航路』のテーマ） - Theme From "Bitter Moon" (3:40)
13. レイチェルズ・ソング - Rachel's Song (4:29)
14. ムーヴメント4 - Movement 4 (6:26)
15. 『プレイグ』のテーマ - Psalmus Ode (Theme From "The Plague") (4:45)
16. 夜明け - Dawn (4:38)
17. プレリュード - Prelude (4:51)

- 1./2./8.はアルバム「オセアニック」収録曲。
- 3./4./5./7./11.はアルバム「1492 コロンブス」収録曲。
- 6./17.はアルバム「ヴォイシズ」収録曲。
- 9./10./14.はアルバム「エル・グレコ」収録曲。
- 13.はアルバム「ブレードランナー」収録曲。
- 16.はアルバム「シティ」収録曲。
- 12./15.はアルバム初収録作品。

## 概要
1990年代の作品の選集。